# Juan Romay
Juan Manuel Romay (Lanús, Buenos Aires, Argentina, 1925, 17 de diciembre de 2009) fue un futbolista argentino que jugaba de delantero, y también ejerció como director técnico.

## Trayectoria
Su primer club fue Lanús, donde debutó el 30 de julio de 1944 en un clásico ante Banfield. Luego de varias temporadas y de llamar la atención de varios equipos grandes, entre ellos Boca  y Racing, fichó por el club Independiente, del que se había confesado hincha (es decir, en lunfardo,  adherente entusiasta y alentador).

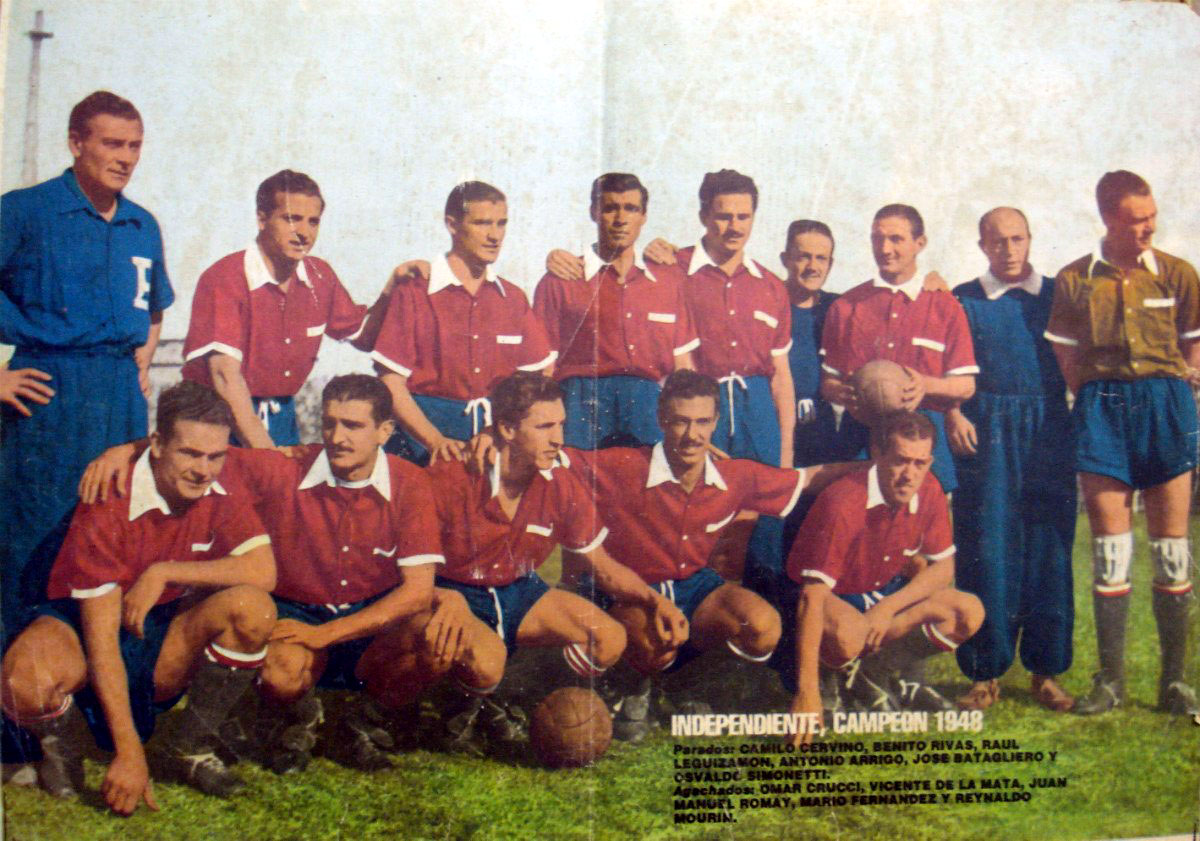
El plantel campeón de Independiente en 1948. Romay, abajo, al centro.

Su pase al club de Avellaneda fue controvertido. Según lo que el mismo jugador contó, el Ministro de Hacienda de ese momento, Ramón Cereijo, quería que su pase se realice a Racing Club, institución de la cual era hincha. Al parecer, llegó a amenazar a Romay con que si no firmaba, su carrera se vería terminada. "Pibe, si no juega en Racing, no juega en ningún lado", le dijo el político, según el relato del jugador. Pero el ministro de Trabajo, José María Freire, era hincha de Independiente, y avisó a Eva Perón del asunto. Romay fue llevado al despacho de Ayuda Social, donde se entrevistó con la mujer del presidente Juan Domingo Perón. Según lo que relató, sus palabras fueron las siguientes: "Mire señora, soy de una condición humilde, tengo una oportunidad de jugar al fútbol y quisiera jugar donde yo quiero. Si usted me puede ayudar...". Finalmente, Eva Perón llamó al ministro de Hacienda, y el asunto se resolvió: Romay terminó jugando para Independiente, reemplazando a su ídolo Arsenio Erico en la delantera. Allí se ganó el apodo de "El Mazorquero".
Luego de Independiente, tuvo un buen paso por el fútbol uruguayo, más precisamente en Peñarol  de Montevideo  donde conquistó cuatro campeonatos uruguayos, además de ser goleador en el de 1955.
Se retiró en Independiente de Mar del Plata en 1963. Poco tiempo después se recibió de entrenador y dirigió a varios equipos entre ellos la selección de Mar del Plata, y Kimberley en 1980.
En su homenaje, debido a la admiración y estima que le tenía como futbolista, el locutor y empresario argentino Argentino Alejandro Saúl utilizaba como seudónimo el nombre de Alejandro Romay.

## Clubes
| Club                           | País      | Año       | Partidos | Goles |
| ------------------------------ | --------- | --------- | -------- | ----- |
| Lanús                          | Argentina | 1944-1947 | 41       | 29    |
| Independiente                  | Argentina | 1948-1951 | 61       | 36    |
| Peñarol                        | Uruguay   | 1952-1959 |          | 70    |
| Independiente de Mar del Plata | Argentina | 1960-1963 |          |       |

## Palmarés

### Campeonatos nacionales
| Título               | Club          | País      | Año  |
| -------------------- | ------------- | --------- | ---- |
| Campeonato Argentino | Independiente | Argentina | 1948 |
| Torneo Competencia   | Peñarol       | Uruguay   | 1953 |
| Campeonato Uruguayo  | Peñarol       | Uruguay   | 1953 |
| Campeonato Uruguayo  | Peñarol       | Uruguay   | 1954 |
| Torneo Competencia   | Peñarol       | Uruguay   | 1956 |
| Torneo Competencia   | Peñarol       | Uruguay   | 1957 |
| Campeonato Uruguayo  | Peñarol       | Uruguay   | 1958 |
| Campeonato Uruguayo  | Peñarol       | Uruguay   | 1959 |

### Distinciones individuales
| Distinción                                         | Año  |
| -------------------------------------------------- | ---- |
| Máximo goleador del Campeonato Uruguayo (11 goles) | 1954 |